# Parque de los Patricios
El Parque de los Patricios, conocido también como Parque Patricios, es uno de los mayores espacios verdes de esparcimiento público en la zona sur de la ciudad de Buenos Aires, Argentina. Inaugurado en 1902, le dio nombre a todo un barrio y está delimitado por la Avenida Caseros, la Avenida Almafuerte y las calles Uspallata y Monteagudo.
Diseñado por el reconocido paisajista francés Charles Thays, quien actuó por encargo de la Municipalidad de Buenos Aires, dejando numerosos parques público para la ciudad por aquellos años, ocupa el predio que durante el siglo XIX perteneció a los Mataderos del Sud. Desde la década de 1940 existe en un sector del parque la Escuela Primaria “Patricios”, un jardín de infantes y un conjunto de piscinas municipales de uso público.
Junto al parque se encuentra la principal área comercial de la zona, concentrada en la Avenida Caseros y la calle La Rioja, donde abundan los locales comerciales y se desarrolla la vida social del barrio. Hacia su extremo sur se encuentran el Hospital Penna y el Hospital Churruca.

## Historia

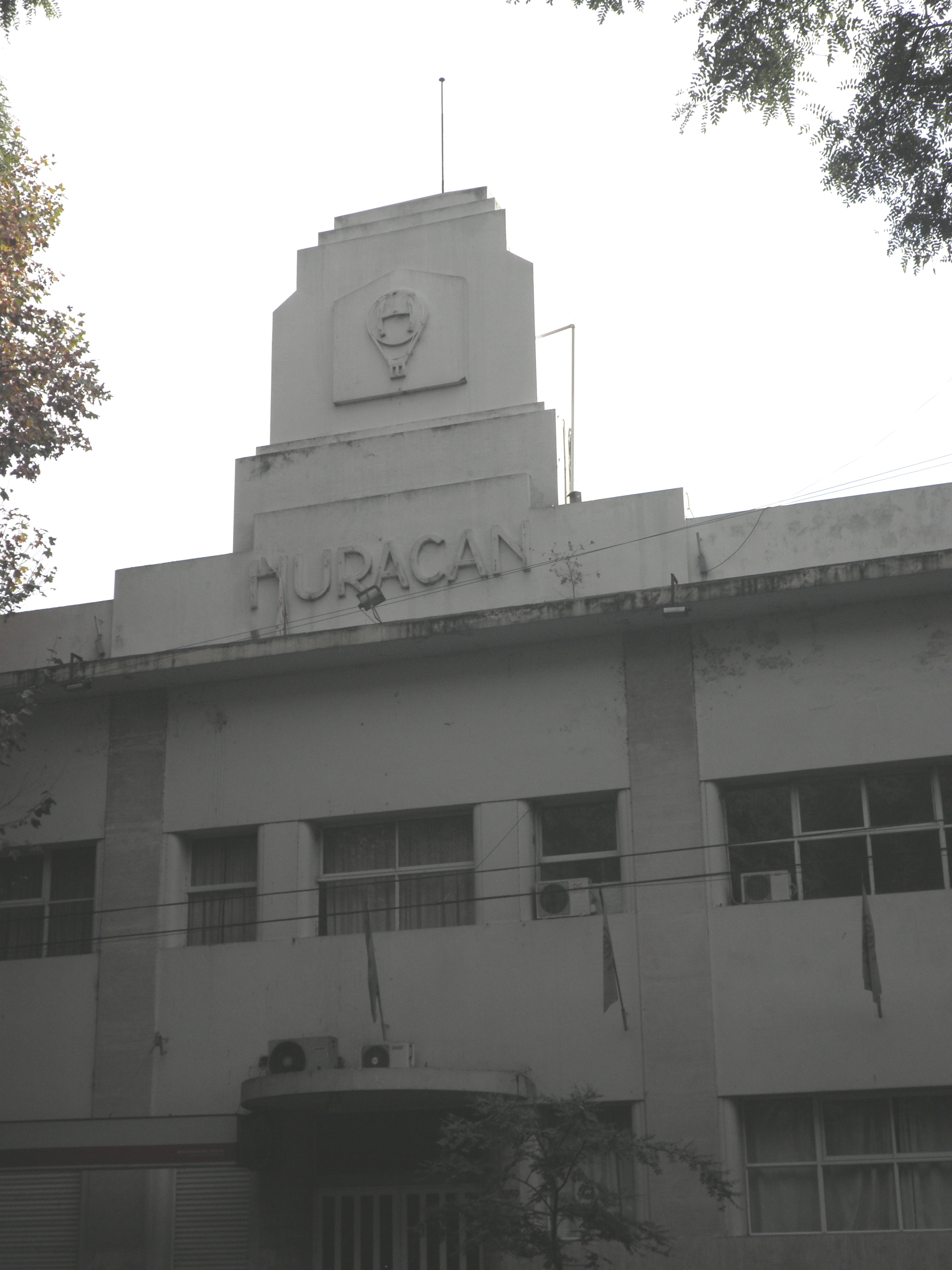
La sede del Club Huracán funciona frente al parque

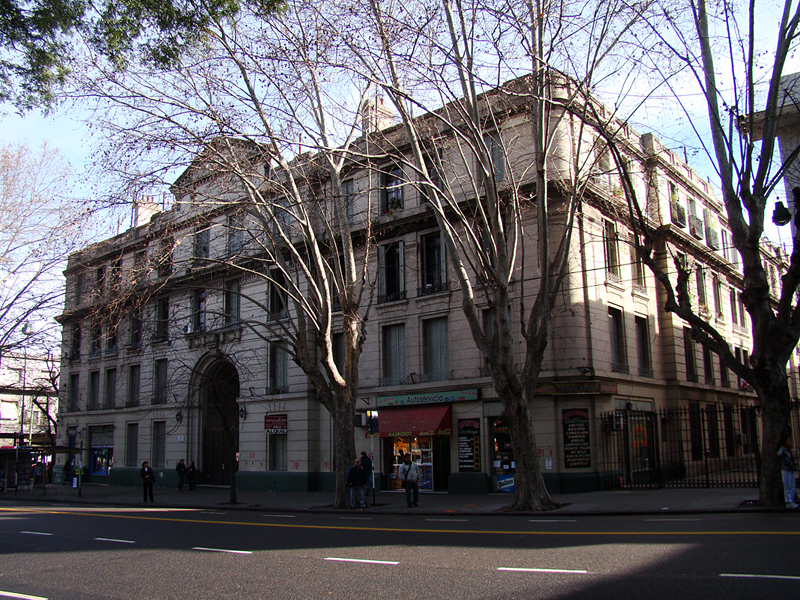
La Casa Colectiva Valentín Alsina (1919) se destaca frente al parque

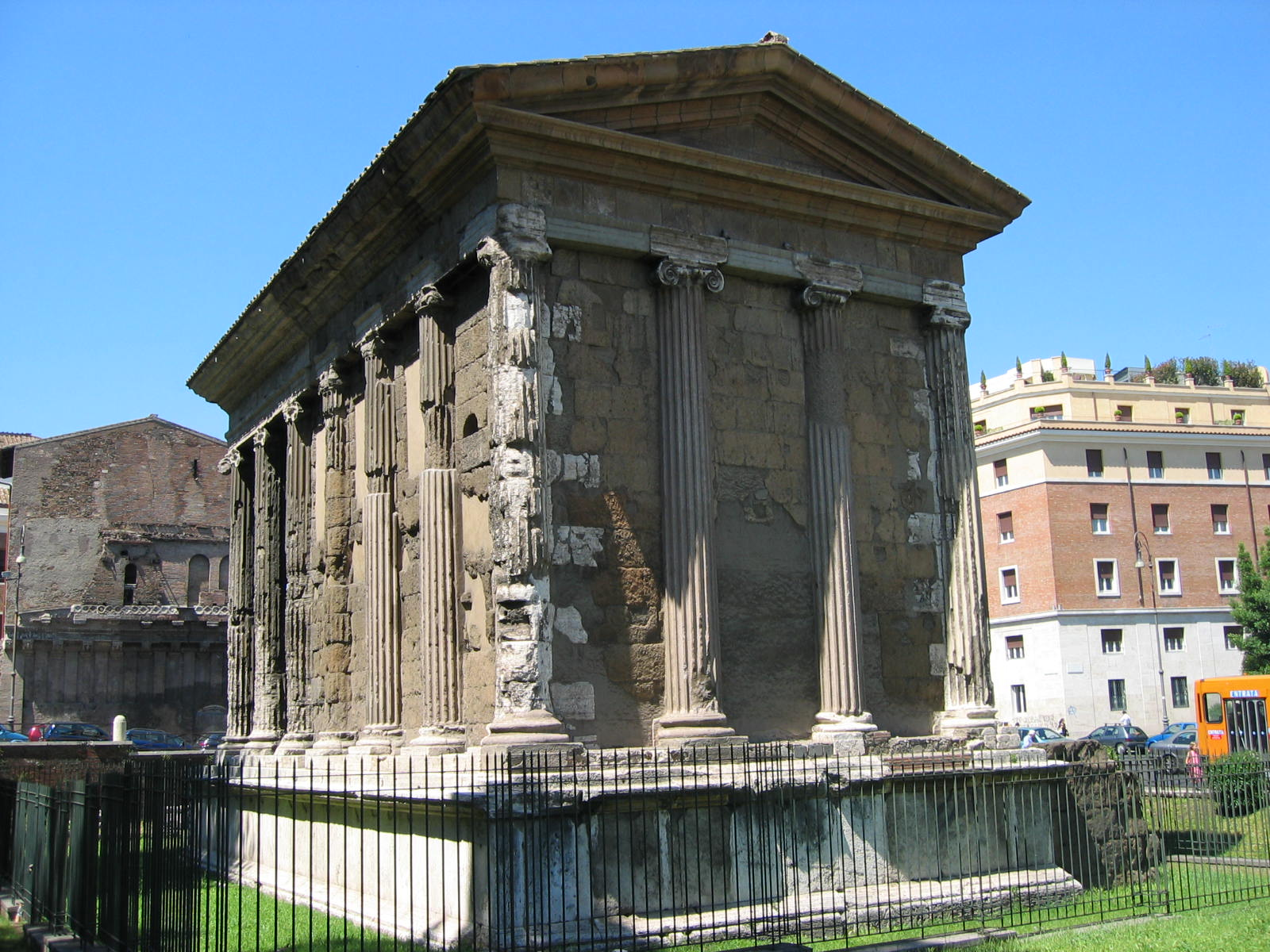
El Templo de la Fortuna Viril inspiró a la Confitería del Zoológico del Sud (1914)

Hasta 1900 existió en los terrenos del actual parque el Matadero de los Corrales o Nuevo Matadero del Sud. Había sido inaugurado en 1872 como consecuencia de la Epidemia de Fiebre Amarilla que había asolado Buenos Aires en 1871, motivando el traslado del matadero anterior, que ocupaba el actual Parque España. Ya desde principios del siglo XIX existían mataderos en este sector de Buenos Aires. Pasada la mitad del siglo, en 1867, comenzaron a funcionar en la esquina de Caseros y Monteagudo los viejos Mataderos del Sur, los cuales le dieron a este barrio su primitiva denominación de Corrales y permitieron el asentamiento de sus primeros vecinos. El Matadero del Sur fue oficialmente inaugurado el 11 de noviembre de 1872, y funcionó allí hasta principios del nuevo siglo, cuando fue trasladado a su actual emplazamiento. Se lo llamó "Corrales viejos", "barrio de las ranas" o "de las latas", compartiendo estos dos últimos nombres con Nueva Pompeya. Adoptó su nombre definitivo cuando por Ordenanza Municipal del 12 de setiembre de 1902, se resolvió denominar Patricios al parque a construirse en los terrenos del viejo matadero.
Con un conjunto de pabellones construidos en 1888, el Matadero de los Corrales tenía su acceso y edificios administrativos sobre la actual calle Monteagudo. Sin embargo, con el acelerado crecimiento de la ciudad, ya en 1889 se decretó la construcción de un nuevo Mercado de Hacienda, más hacia el oeste. Este nuevo matadero, finalmente inaugurado en 1900, finalmente terminó dando nombre a un nuevo barrio porteño.
Al mismo tiempo, mientras se iba construyendo el Mercado de Hacienda, en 1896 la Municipalidad ordenó la creación de un parque público en los terrenos del Matadero de los Corrales. Diseñado por el director de Parques de Buenos Aires, el paisajista francés Charles Thays, el nuevo parque recibió el nombre de “Los Patricios”, en homenaje al regimiento patriótico de las Invasiones Inglesas. El traslado fue muy resistido por los obreros del matadero y los empresarios del rubro, de tal forma que se tendió un ferrocarril para trasladar a los operarios, que vivían en los alrededores del futuro parque, hacia el nuevo Mercado de Hacienda. Esta vía corría realizando una curva que hacia 1948 fue transformada en la actual Avenida Perito Moreno.
El nuevo Parque de los Patricios diseñado por Thays fue inaugurado el 11 de septiembre de 1902 (Día del Árbol) por el Intendente Adolfo Bullrich, los alumnos de las escuelas del Consejo Escolar XII, quienes plantaron retoños en homenaje al aniversario de la muerte del expresidente Domingo Sarmiento, y un coro de 400 niños cantaron un “Himno al árbol”. Sin embargo, durante la inundación del nuevo Matadero a mediados de 1903, el nuevo parque volvió a funcionar provisoriamente como matadero durante seis meses, hasta que su construcción fue terminada hacia noviembre de ese año.
En 1907, por iniciativa de Clemente Onelli comenzó a gestarse el Zoológico del Sud, un emprendimiento municipal que se inauguró en 1914 y fue sostenido especialmente por la perseverancia de Onelli, quien falleció en 1924. Sin su creador y director, el efímero zoológico inició su decadencia, para cerrar definitivamente en 1939. Algunos de sus edificios permanecen en pie. En 1904 Clemente Onelli bajo la dirección del Jardín Zoológico de la Ciudad de Buenos Aires (el de Palermo), buscó aumentar la cantidad y calidad de los animales en exhibición creando dos anexos. Uno, en el año 1907 en el barrio de Parque Patricios denominado Zoológico del Sud, y el otro en el año 1914 en el entonces Parque Saavedra. El espacio fue inaugurado en 1907 siendo visitado en aquella época cada fin de semana por más de 30.000 personas. El Jardín Zoológico del Sud y su Jardín Botánico fueron diseñados por arquitectos paisajistas alemanes y decorados con unas cuarenta esculturas clasicistas. Considerado como un paseo similar al de Palermo, el zoológico estaba ubicado dentro del Parque de los Patricios, (Avenida Caseros, Uspallata, Monteagudo y Avenida Almafuerte). Sin embargo, en 1939 cerró sus puertas por diversos motivos. Durante el siguiente año, avanzó la restauración de la antigua Confitería del Zoológico del Sud, inaugurada probablemente hacia 1914 como parte de las instalaciones originales pensadas por Clemente Onelli y diseñada como una imitación del Templo de la Fortuna Viril en Roma. Luego del cierre del Zoológico en 1939, el edificio fue utilizado como Escuela de Telares, luego como Teatro Manuel de Lavardén, y después oficinas del Registro Civil, antes de caer en el abandono y la ruina. Aunque el proyecto original era utilizar el antiguo edificio como un centro de exposición, divulgación y experimentación de la tecnología que a desarrollar en el nuevo Distrito Tecnológico creado en la zona en 2007, disponible tanto para comunidades especializadas y profesionales como a todos los vecinos de la zona y la ciudad. Los vecinos y asociaciones barriales, lograron que además de su función de showroom de las empresas de tecnología, sea sede del Proyecto Cultural Clemente Onelli, aglutinando actividades culturales a escala local.
En 1939 fueron inauguradas las Piletas Municipales que ocupan un sector del parque. [cita requerida] Al mismo tiempo, en un terreno lindero la construcción del Hospital Policial Churruca, importante ejemplo de la arquitectura moderna argentina.

## Descripción

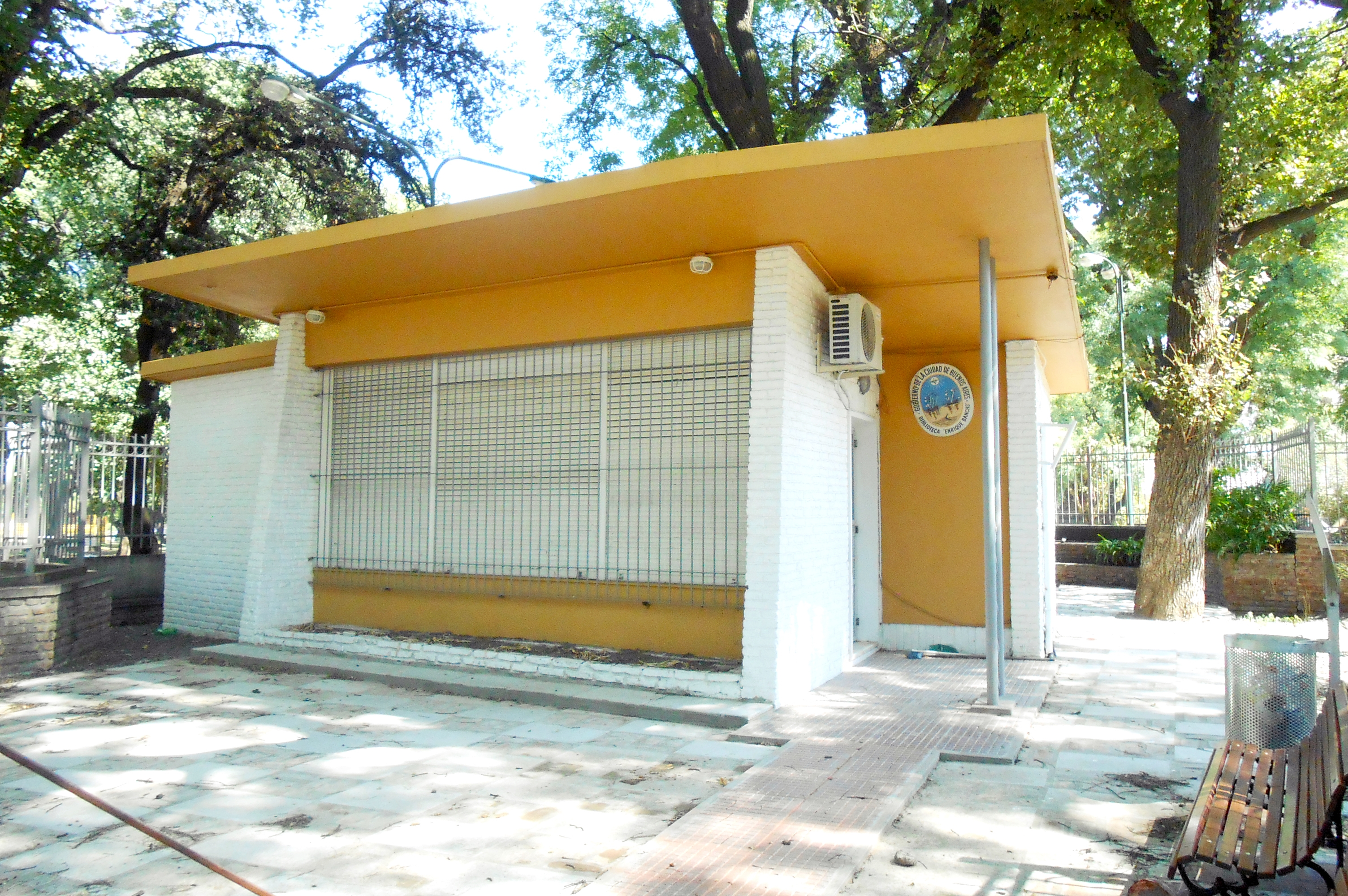
Biblioteca Enrique Banchs en el interior del parque.

El parque posee el característico diseño paisajístico de Thays, quien también fue autor de la Plaza del Congreso y el Jardín Botánico de Buenos Aires, el Parque Centenario, el Chacabuco, el Rivadavia, el Lezama, Barrancas de Belgrano y la remodelación de las plazas Constitución y de Mayo. Está atravesado por la calle Pepirí, que separa el sector ocupado por la Escuela Primaria y las Piletas Municipales del área de parque público.
Posee una gran avenida principal que conduce a un monumento homenajeando al soldado patricio emplazado sobre una rotonda, y está ampliamente forestado con tipas. Sobre la Avenida Caseros se suceden otros dos monumentos, uno dedicado al boxeador Ringo Bonavena y otro al club de fútbol Huracán, con su sede social frente al parque. Por otra parte, también funciona desde 1952 en una pequeña casilla la Biblioteca Municipal “Enrique Banchs”, especializada en literatura infantil. Hacia el sector de la calle Pepirí se conserva una de las pocas calesitas de la ciudad.